# فرودگاه صحرایی کولرن
فرودگاه صحرایی کولرن (به انگلیسی: Colerne Airfield) یک فرودگاه نظامی است که یک باند فرود آسفالت دارد و طول باند آن ۱۰۹۵ متر است. این فرودگاه در کشور انگلستان قرار دارد و در ارتفاع ۱۸۱ متری از سطح دریا واقع شده‌است.